# Nik Kershaw
Nik Kershaw, születési nevén Nicholas David Kershaw (Bristol,  1958. március 1. –) angol énekes-dalszerző.

## Élete
Nicholas David Kershaw 1958. március 1-én született Bristolban, és Ipswichben nevelkedett. Édesapja fuvolaművész, édesanyja operaénekes volt. Fiatalon, autodidakta módon tanult meg gitározni. Még érettségi előtt otthagyta a gimnáziumot és dolgozni kezdett. Számos ipswichi underground együttesben játszott, és mikor az utolsó, a Fusion feloszlott 1982-ben, Kershaw beindította profi zenei karrierjét.

## Diszkográfia

### Nagylemezek
- Human Racing (1984)
- The Riddle (1984)
- Radio Musicola (1986)
- The Works (1989)
- 15 Minutes (1999)
- To Be Frank (2001)
- You've Got to Laugh (2006)
- No Frills (2010)
- Ei8ht (2012)

## Fordítás
- Ez a szócikk részben vagy egészben  a   Nik Kershaw című angol Wikipédia-szócikk fordításán alapul.  Az eredeti cikk szerkesztőit annak laptörténete sorolja fel. Ez a jelzés csupán a megfogalmazás eredetét és a szerzői jogokat jelzi, nem szolgál a cikkben szereplő információk forrásmegjelöléseként.